# Canada occidentale
Il Canada occidentale (in inglese anche Western provinces o comunemente the West) è una regione del Canada che generalmente comprende tutte le province canadesi poste ad ovest della provincia dell'Ontario. 
Il Canada occidentale è considerato come una regione con un'identità culturale separata da quella del resto del Canada. Le particolari caratteristiche culturali, politiche, economiche di questa vasta e variegata regione non sono, tuttavia, universalmente convenute, né i suoi limiti geografici. 
Da ovest a est, la regione si compone di quattro province: 
- Columbia Britannica
- Alberta
- Saskatchewan
- Manitoba

Alberta, Saskatchewan, Manitoba formano le Prairie Provinces, o semplicemente the Prairies. La Columbia Britannica è conosciuta anche come la "provincia del Pacifico" (Pacific province). Alberta e Columbia Britannica sono anche chiamate mountain provinces. 
In alcuni contesti, il termine Canada occidentale (Western Canada) può comprendere anche i territori dello Yukon, i Territori del Nord-Ovest e il Nunavut, anche se questi sono più comunemente raggruppati sotto il termine di Canada settentrionale.

## Demografia
La popolazione totale del Canada occidentale contava nel 2005 circa 10 milioni di abitanti, di cui circa 4,1 milioni nella Columbia Britannica, 3,3 milioni nell'Alberta, 1,0 milione nel Saskatchewan e 1,1 milioni nel Manitoba. Ciò rappresenta circa il 30% dell'intera popolazione canadese. 

### Città
Le principali città sono:
- Vancouver: 2.116.581
- Calgary: 1.079.310
- Edmonton: 1.034.945
- Winnipeg: 694.668
- Victoria: 330.088
- Saskatoon: 233.923
- Regina: 194.971
- Kelowna: 162.276
- Abbotsford: 159.020